# Saint-Rémy-de-Sillé
Saint-Rémy-de-Sillé is een gemeente in het Franse departement Sarthe (regio Pays de la Loire) en telt 791 inwoners (1999). De plaats maakt deel uit van het arrondissement Mamers.

## Geografie
De oppervlakte van Saint-Rémy-de-Sillé bedraagt 11,3 km², de bevolkingsdichtheid is 70,0 inwoners per km².
De onderstaande kaart toont de ligging van Saint-Rémy-de-Sillé met de belangrijkste infrastructuur en aangrenzende gemeenten.

## Demografie
Onderstaande figuur toont het verloop van het inwonertal (bron: INSEE-tellingen).
1. ↑  Populations de référence 2022.